# Kenney Lake Overlook
Le Kenney Lake Overlook est un point de vue panoramique sur le lac Kenney aménagé le long de la Minnesota State Highway 18 à Garrison Township, dans le Minnesota, aux États-Unis. Construit en 1939 dans le style rustique du National Park Service, il est inscrit au Registre national des lieux historiques depuis le 16 novembre 2015.